# Aci Castello
Aci Castello é uma comuna italiana da região da Sicília, província de Catania, com cerca de 17.854 habitantes. Estende-se por uma área de 8 km², tendo uma densidade populacional de 2232 hab/km². Faz fronteira com Aci Catena, Acireale, Catania, San Gregorio di Catania, Valverde.

## Demografia
| Variação demográfica do município entre 1861 e 2011                               |
|                                                                                   |
| Fonte: Istituto Nazionale di Statistica (ISTAT) - Elaboração gráfica da Wikipedia |